# Franz von Kobell

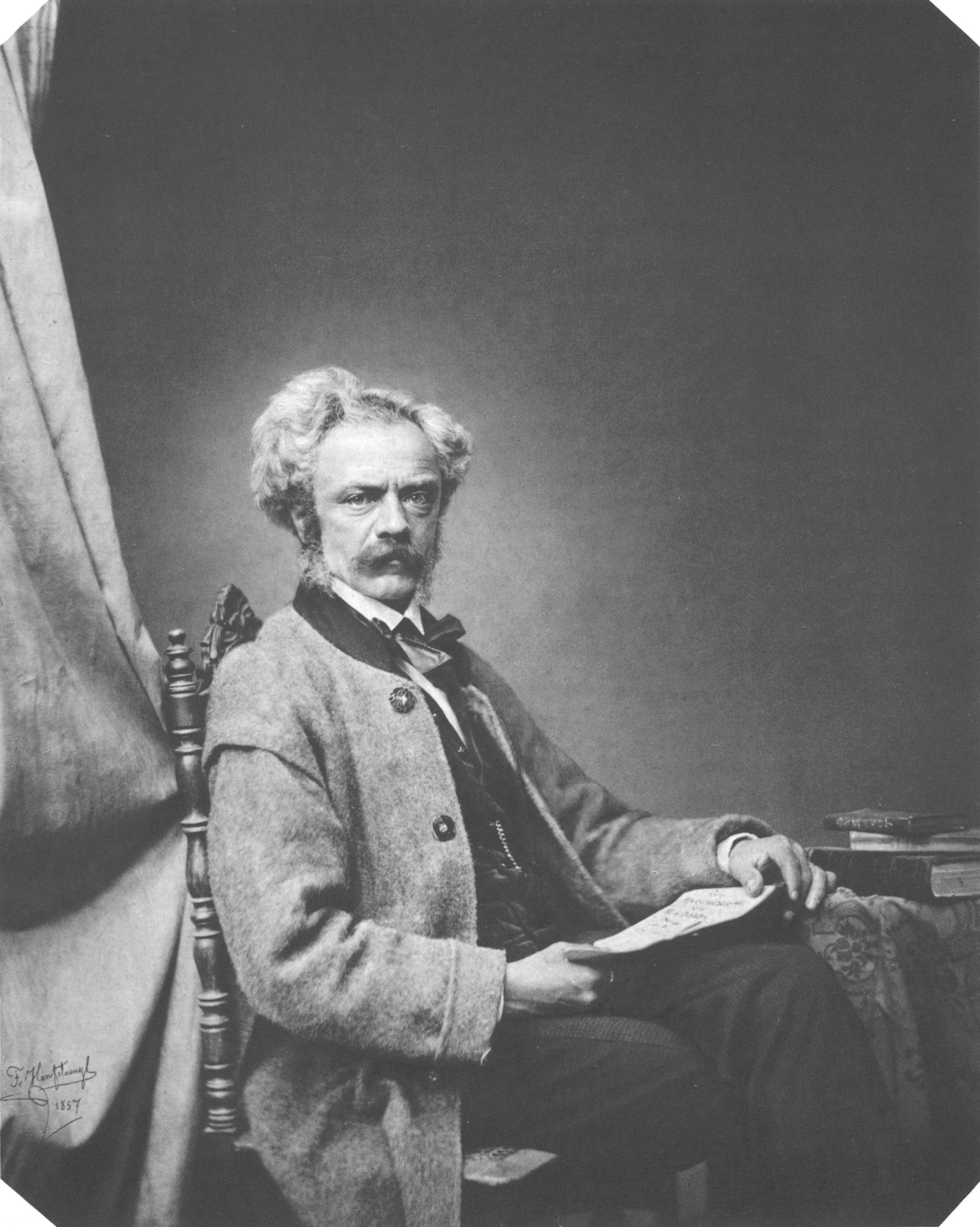
Franz von Kobell (1857)

Franz Wolffgang Ritter von Kobell, vor 1825 Franz Wolffgang Kobel (* 19. Juli 1803 in München; † 11. November 1882 ebenda), war ein deutscher Mineraloge und Schriftsteller. Er war Professor für Mineralogie in München.

## Leben

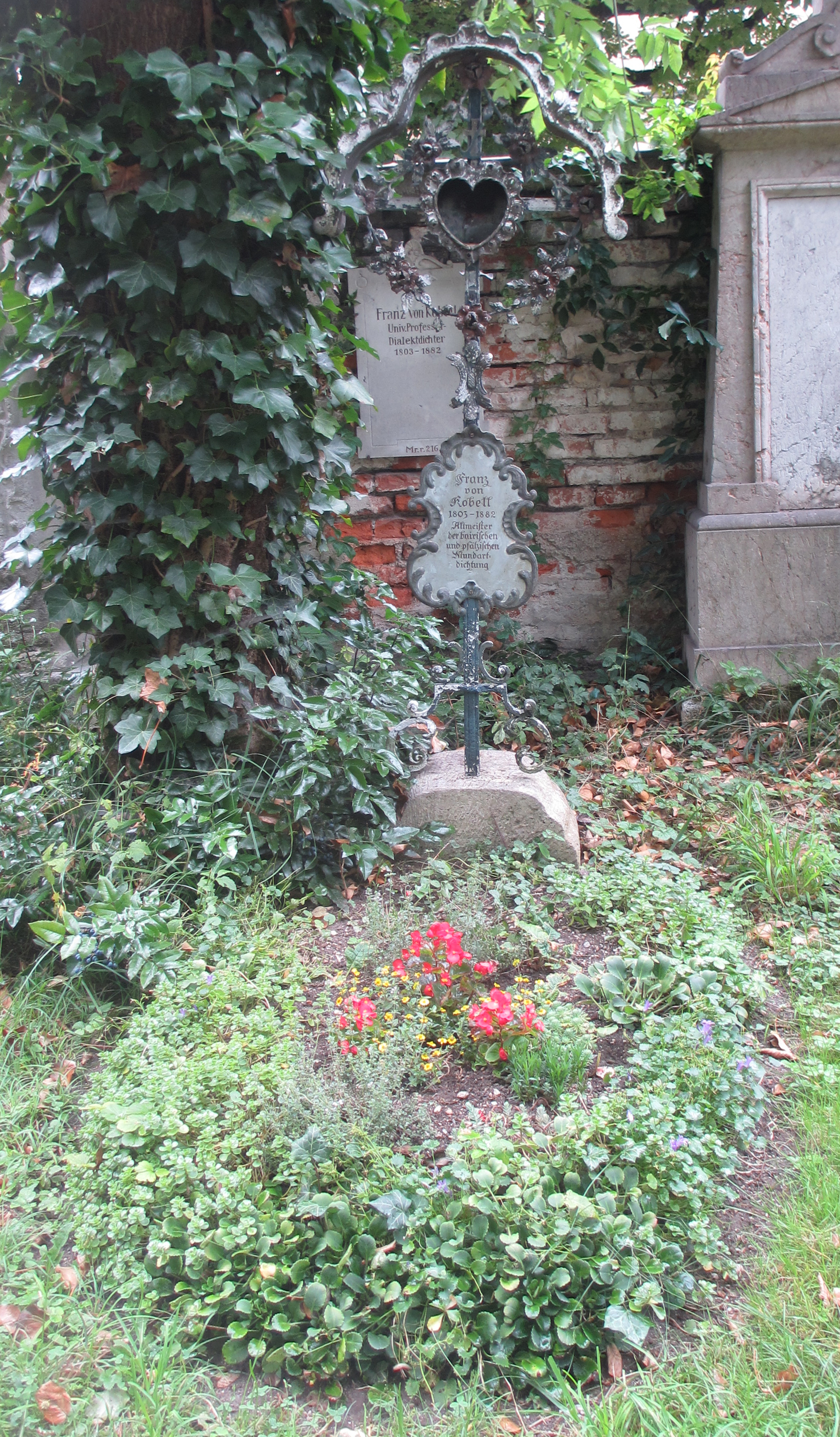
Grab von Franz von Kobell auf dem Alten Südlichen Friedhof in München (Mauer Rechts 216, gegenüber Gräberfeld 10).

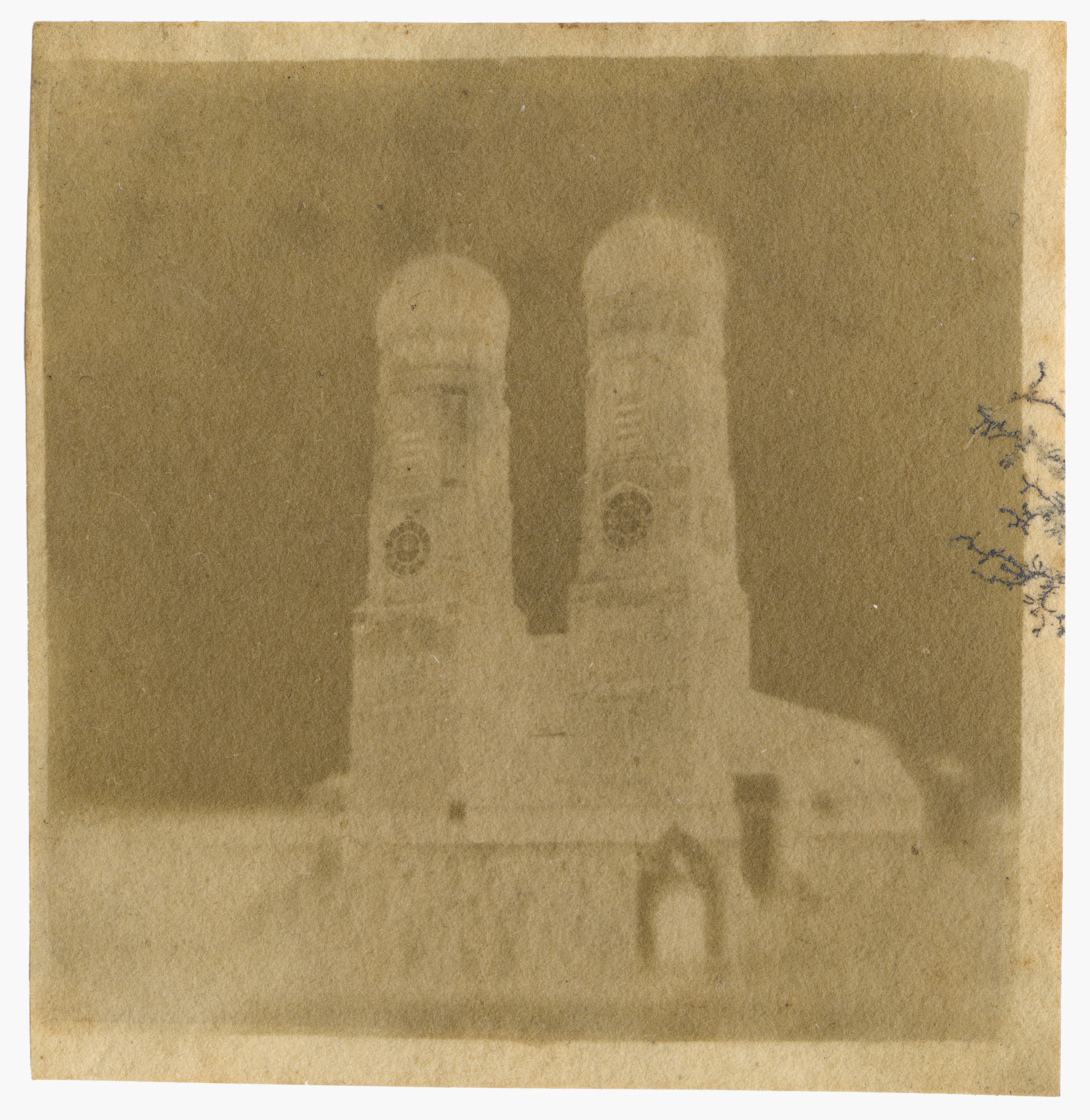
2024 konnte das Datum dieser von Franz von Kobell angefertigten fotografischen Aufnahme der Münchner Frauenkirche ermittelt werden (März 1837, damit älteste Fotografie Deutschlands)

Franz Kobell war der Sohn des bayerischen Ministerialbeamten und späteren Geheimrates Franz Ferdinand von Kobell (1779–1850) aus der Familie Kobell. Er besuchte bis zum Gymnasialabschluss 1820 das (heutige) Wilhelmsgymnasium München und studierte an der Universität Landshut bei dem Chemiker Johann Nepomuk von Fuchs. 1823 war er im Corps Isaria aktiv. Er arbeitete bereits 1823 als Adjunkt bei der mineralogischen Staatssammlung in München und promovierte 1824 an der Friedrich-Alexander-Universität Erlangen.
Kobell wurde 1826 Extraordinarius und 1834 ordentlicher Professor an der nach München verlegten Universität Landshut, der nunmehrigen Universität München. Er leitete bis 1880 die Mineralogische Staatssammlung München. Zu seinen Schülern und Besuchern gehörte der Mediziner und Chemiker Johann Joseph von Scherer.
Im Jahr 1827 wurde von Kobell in die Bayerische Akademie der Wissenschaften aufgenommen. Nachdem sein Vater Franz 1825 durch  König Ludwig I. den erblichen Adelsstand erhalten hatte, durfte sich auch Franz Ritter von Kobell nennen. Kobell nahm regelmäßig an Jagdveranstaltungen des bayrischen Hofes teil, so mit Maximilian II. Joseph. Noch  zu Lebzeiten wurde er als Mundartdichter bekannt. Er war ab 1837 Mitglied der Zwanglosen Gesellschaft München, wo er unter anderem mit Graf Franz von Pocci befreundet war. Im Jahr 1857 wurde er in die Deutsche Akademie der Naturforscher Leopoldina und 1861 zum korrespondierenden Mitglied der Akademie der Wissenschaften zu Göttingen gewählt. Ab 1867 war er korrespondierendes Mitglied der Russischen Akademie der Wissenschaften in Sankt Petersburg. Kobell war verheiratet mit seiner Cousine Karoline von Kobell (1801–1846), Tochter des Egid von Kobell, mit der er drei Töchter hatte.
Eine 1837 von Kobell mit einer Rohrkamera in Langzeitbelichtung angefertigte 4 × 4 cm große Photographie der Münchner Frauenkirche gilt als früheste photographische Aufnahme Deutschlands. Das Lichtbild ist ein bedeutendes Zeugnis der experimentellen Befassung Kobells mit dem Medium Fotografie.
Franz Kobell starb 1882 im Alter von 79 Jahren in München.

## Grabstätte
Das Grab von Franz von Kobell liegt auf dem Alten Südlichen Friedhof in München (Mauer Rechts 216, gegenüber Gräberfeld 10).  (Standort). Das Grab ist ein Ersatzgrab, vom ursprünglichen Grab ist nur noch die an der Mauer befestigte Platte erhalten. In dem Grab liegen weitere Verwandte der Familie Kobell:
- Egid von Kobell (1772–1847), Staatsrat
- Ferdinand Kobell (1740–1799), Maler
- Franz Kobell (1749–1882), Maler

sowie der Maler Georg Johann Christian Urlaub (1845–1914)

## Ehrungen

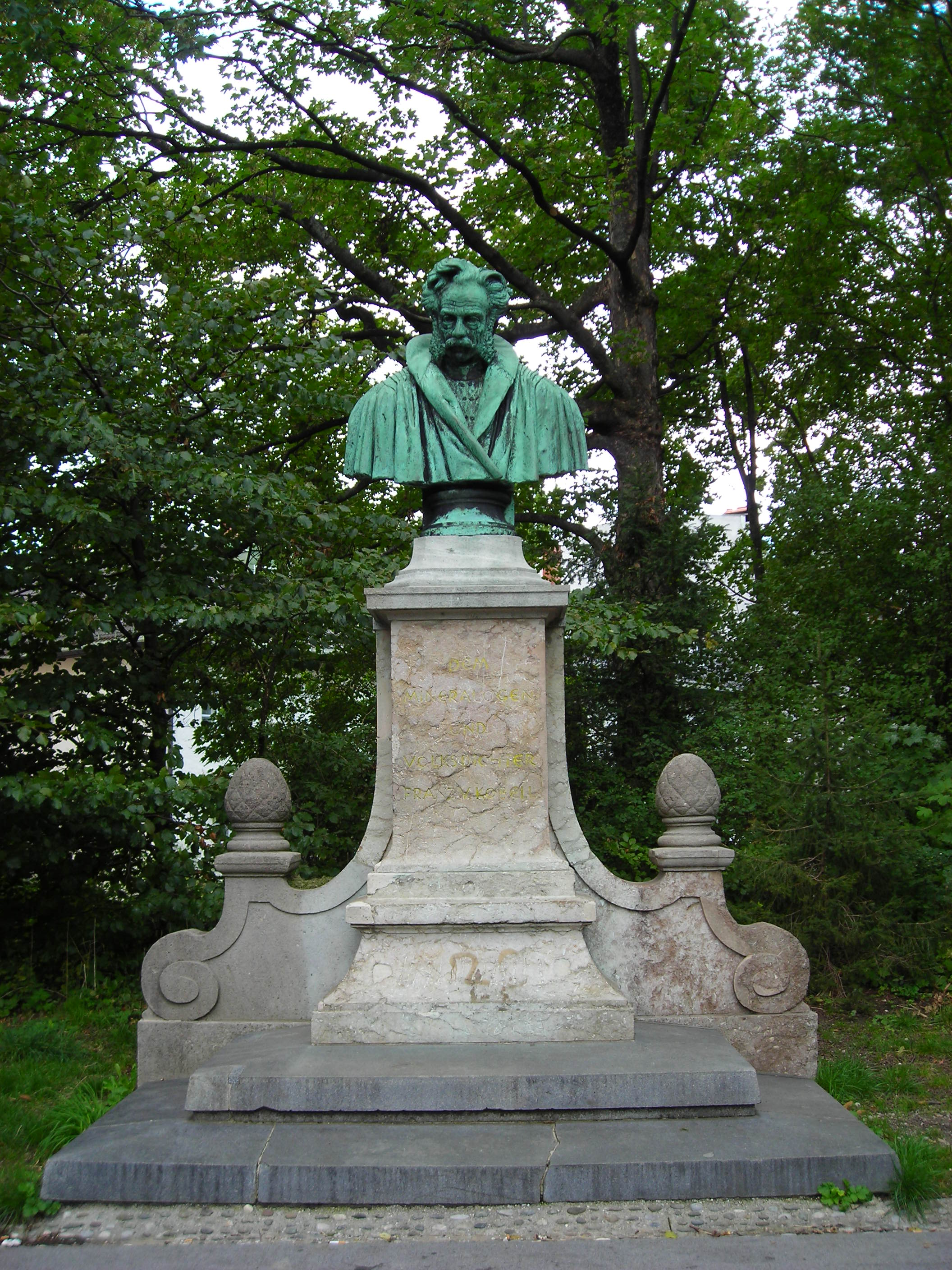
Denkmal für Franz von Kobell in München

- Im Süden von Regensburg ist in der sog. Ganghofersiedlung eine Straße nach ihm benannt.[13]
- In den „Gasteiganlagen“, auch Maximiliansanlagen genannt, wurde im Jahre 1896 ein Denkmal zum Andenken an Kobell errichtet  (Standort). Die von dem Bildhauer Benedikt König entworfene und bei Ferdinand von Miller gegossene Büste steht auf einem Natursteinpostament, an dessen Sichtseite eine Inschrift erhalten ist:

Im Jahr 2014 wurde das Denkmal aufwändig restauriert. Dabei wurde eine Inschriftentafel komplett neu angefertigt.

## Wirken

### Wissenschaftliche Tätigkeit

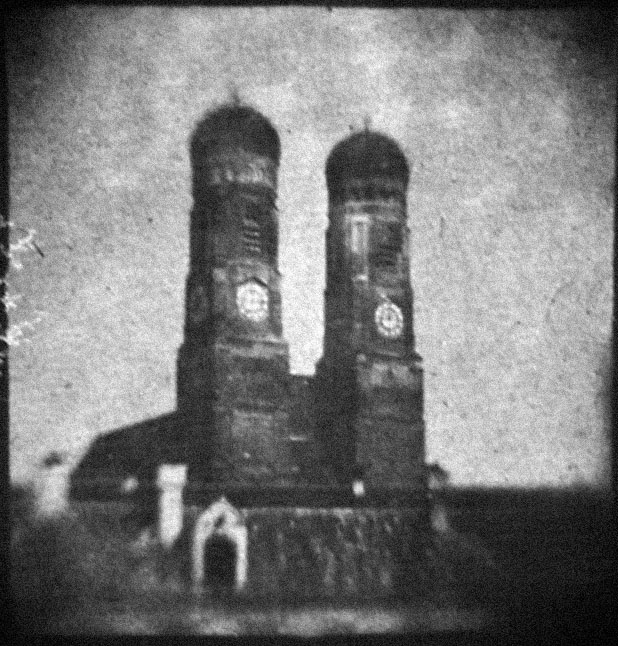
Salzpapier-Negativ der Münchner Frauenkirche, 1837. Hier im digital erstellten Positiv.

Kobell unternahm während der Herrschaft König Ottos in Griechenland 1834 auch eine wissenschaftliche Reise dorthin und war korrespondierendes Mitglied mehrerer wissenschaftlicher Gesellschaften und Träger hoher Orden. Das Mineral Kobellit, ein Wismut-Antimon-Bleierz, wurde nach ihm benannt. Seine Werke zur speziellen Mineralogie wie auch zur Mineralcharakteristik mit chemischen Methoden waren zu seiner Zeit weit verbreitet und wurden mehrfach übersetzt. So gab Kobell 1830 das Werk Charakteristik der Mineralien auf Grundlage ihres chemischen Verhaltens heraus, die erste zusammenfassende Darstellung auf diesem Gebiet. 1835 folgten die Tafeln zur Bestimmung der Mineralien mittels chemischer Versuche. Kobell erfand das Stauroskop, ein Gerät zur Beobachtung der Schwingungsrichtungen polarisierten Lichtes durch Kristalle, und arbeitete nach der Einführung der Galvanoplastik durch Moritz Hermann von Jacobi an galvanischen Vervielfältigungsmethoden. 1840 erfand er die Galvanografie.
Mit seinem Kollegen Carl August von Steinheil nahm er ab 1837 einige der ersten bekannten Fotografien in Deutschland auf, d. h., sie fotografierten mit einer von Steinheil entwickelten Camera obscura die Glyptothek und die Türme der Frauenkirche. Kobell führte dabei Silberchlorid-Papiere zur Fixierung von Lichtbildern ein und schuf damit den Prototyp eines photochemischen Verfahrens, das später verbessert wurde.

### Schriftstellerische Beiträge
Kobell spielte Zither und schrieb Erzählungen in oberbayerischer Mundart, dichtete aber auch im kurpfälzischen Dialekt seines 1779 in Mannheim geborenen Vaters. Kobells Themen kreisen um die Jagd, die Liebe und den Wein. Er gilt als Verfasser des Studentenliedes Burschen heraus!.
Seine später mehrfach dramatisierte und verfilmte Gschicht vom Brandner Kasper erschien 1871 in den Fliegenden Blättern. Diese Mundarterzählung, worin ein bayerischer Schlosser und Jagdgehilfe am Tegernsee dem Tod beim Kartenspiel und mittels „Kerschgeist“ ein Schnippchen schlägt, ist seine wohl bekannteste Hinterlassenschaft und wurde bisher dreimal (1949, 1975 und 2008) verfilmt.

## Werke
- Triphylin. Gedichte in hochdeutscher, oberbayerischer und pfälzischer Mundart. Wolf, München 1839 (Digitalisat).
- Gedichte in oberbayerischer Mundart. Verlag der litterarisch-artistischen Anstalt, München 1843 (Digitalisat). Zweiter Teil: Erinnerungen an Berchtesgaden. Verlag der litterarisch-artistischen Anstalt, München 1844 (Digitalisat).
- Der Hausl, vo'Finsterwald. Der schwarze Veitl. 'S Kranzner-Resei. Drei größere Gedichte nebst andern in oberbayerischer Mundart. Verlag der litterarisch-artistischen Anstalt, München 1852.
- Die Mineralogie. 2. Auflage. Brandstetter, Leipzig 1858 (Digitalisat).
- Zur Charakteristik oberbayerischer und verwandter Dialect-Poesie. Eine Vorlesung. Wolf, München 1866 (Digitalisat).
- Oberbayerische Lieder mit ihren Singweisen. Im Auftrage und mit Unterstützung Seiner Majestät des Königs für das bayerische Gebirgsvolk gesammelt und herausgegeben von Fr. v. Kobell. Mit Bildern von A. v. Ramberg. 2. Auflage. München 1871. Holzschnitt und Verlag von Braun & Schneider [die Erstausgabe erschien 1860].
- Wildanger. Skizzen aus dem Gebiete der Jagd und ihrer Geschichte mit besonderer Rücksicht auf Bayern. Cotta, Stuttgart 1859.
- Der Hausl' vo' Finsterwald. Der schwarzi Veitl. 'S Kranzner-Resei. Drei größere Gedichte nebst andern in oberbayerischer Mundart. Literarisch-artistische Anstalt, München 1852.
- Gedichte in pfälzischer Mundart. München 1862 (5. Aufl.), online.
- P'älzische G'schichte'. In der Mundart erzählt. München 1863, online.
- G'schpiel. Volksstücke und Gedichte in oberbayerischer Mundart. Dempwolff, München 1868, online.
- Der Türkn-Hansl, a' Geschichtl aus'n Krieg vo' 1870 (Oberbayerisch), online.
- Gschicht vom Brandner Kasper. In: Fliegende Blätter. Braun und Schneider, München 1871. Einzelausgabe: Die G'schicht' von Brandner-Kasper. Mit Holzschnitten von Eugen Sporer. Prestel, München 1951.
- Jagd- und Weinlieder in hochdeutscher, oberbayerischer und pfälzischer Mundart. Stuttgart 1889, online.

Werkausgaben
- Ausgewählte Werke. Eingeleitet und hrsg. von Günter Goepfert. Süddeutscher Verlag, München 1972, ISBN 3-7991-5707-7.